# Sclerophrys danielae
Sclerophrys danielae es una especie de anfibios anuros de la familia Bufonidae.

## Distribución geográfica y hábitat
Es endémica de la selva guineana occidental de tierras bajas de Costa de Marfil. Su hábitat natural incluye bosques tropicales o subtropicales secos y a baja altitud y plantaciones.